# Crucifix de Budapest
Le Crucifix de Budapest est un crucifix du peintre italien du Quattrocento Lorenzo Monaco, daté de 1410 environ, conservé au Musée des beaux-arts de Budapest.

## Particularité
Ce crucifix, par sa facture, marque l'abandon de la peinture byzantine à la fin du gothique tardif : le crucifix n'est plus découpé suivant le contour du fond, le plus souvent rectangulaire, ou de l'encadrement des tableaux annexes figurant aux extrémités des bras de la croix (tabellone), mais il est chantourné suivant les contours  au plus près du corps de la figure du Christ crucifié.
Plusieurs autres crucifix du même peintre existent et sont notés  Croce sagomata et dipinta à la galleria dell'Accademia de Florence (issus de l'hôpital Santa Maria Nuova de Florence), comme un autre exemplaire à Santo Spirito.

## Sources
- Notice de l'encyclopédie de bseditions.
- Notice sur ce crucifix exposé à Montréal